# Vadu Izei
Vadu Izei (Vad jusqu'en 1968, Farkasrév en hongrois, Wolfsberg en allemand) est une commune roumaine du județ de Maramureș, dans la région historique de Transylvanie et dans la région de développement du Nord-Ouest.

## Géographie
La commune de Vadu Izei est située dans le nord-est du județ au confluent de l'Iza et de la Mara, à 6 km au sud-est de Sighetu Marmației, la capitale historique de la Marmatie et à 56 km au nord-est de Baia Mare, la préfecture du județ.
Vadu Izei est traversée par la route nationale DN18 qui relie Baia Mare avec Sighetu Marmației, Vișeu de Sus et Borșa.
Les températures oscillent entre −28 °C et +30 °C.
Deux villages composent la commune. En 2002, la population se répartissait comme suit :
- Vadu Izei, siège de la municipalité, 2 310 habitants.
- Valea Stejarului, 546 habitants.

## Histoire
La première mention écrite du village date de 1383 où il est donné en possession au noble Lupu de Vad.
Le village est ensuite connu sous les noms de Satul lui Lupu, Vadu Lupului et Vad.
En 1869, la langue roumaine devient la langue officielle des délibérations communales en lieu et place du hongrois.
La Première Guerre mondiale a fait 69 morts dans la commune.
La commune a fait partie du Comitat de Maramures dans le Royaume de Hongrie jusqu'en 1920, au Traité de Trianon où elle fut attribuée à la Roumanie avec toute la Transylvanie.
En 1949, après la mise en place du régime communiste, les terres sont collectivisées mais, en 1962, devant l'échec de ces mesures, elles sont mises sous la tutelle d'une coopérative contrôlée par les paysans.

## Religions
En 2002, 91,1 % de la population est de religion orthodoxe.

## Démographie
En 1910, la commune comptait 2 356 Roumains (91,7 % de la population), 25 Hongrois (1 %) et 187 Allemands (7,3 %).
En 1930, les autorités recensaient 2 489 Roumains (92,4 %) ainsi qu'une communauté juive de 175 personnes (65 %) qui fut exterminée par les Nazis durant la Seconde Guerre mondiale.
En 2002, la commune comptait 2 849 Roumains (99,8 %).
| 1880  | 1900  | 1910  | 1930  | 1956  | 1977  | 1992  | 2002  | 2007  |
| ----- | ----- | ----- | ----- | ----- | ----- | ----- | ----- | ----- |
| 1 504 | 2 278 | 2 570 | 2 693 | 2 787 | 3 044 | 2 927 | 2 856 | 2 923 |

## Économie
La commune dispose de 1 226 ha de terres agricoles et de 324 ha de forêts.

## Lieux et monuments
- Valea Stejarului, église en bois de 1643.